# Louis de Bonis

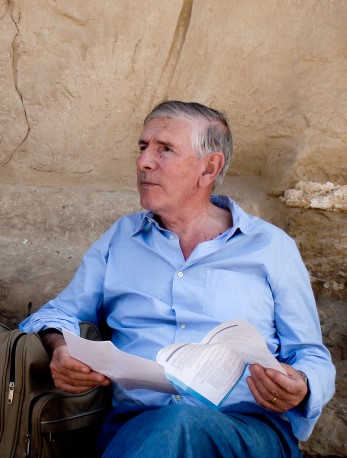
Louis de Bonis

Louis de Bonis (* Oktober 1934 in Marseille) ist ein französischer Paläontologe und Experte für die Evolution und die Systematik der Raubtiere des Oligozäns und der Primaten des Neogens, speziell des Miozäns.

## Leben
Louis de Bonis wuchs in Marseille auf und studierte dort Geologie unter Suzanne Fabre-Taxy und Georges Corroy. Nach dem Abschluss des Studiums 1957/58 in den Fächern Mineralogie in Montpellier und angewandte Geologie in Marseille verpflichtete er sich von 1959 bis 1962 zum Dienst in den französischen Streitkräften.
1962 setzte er seine universitären Studien fort und erwarb an der Universität von Paris einen weiteren Abschluss im Fachgebiet Paläontologie der Wirbeltiere und Paläoanthropologie sowie 1963 den Doktorgrad mit einer Studie über Wirbeltiere aus dem späten Eozän. 1970 folgte die Habilitation an der neugegründeten Sorbonne, an deren Vorläufer – der Universität von Paris – er bereits seit 1963 als Wissenschaftlicher Assistent beschäftigt war.
1980 wurde de Bonis zum Professor für Wirbeltierpaläontologie und Paläoanthropologie an der Universität Pierre und Marie Curie berufen. Er wechselte aber noch im gleichen Jahr auf eine Professur an der Universität Poitiers, wo er bis zu seiner Emeritierung im Jahr 2003 tätig blieb.

## Forschung
Nach seinem Wechsel an die Universität von Poitiers spezialisierte sich Louis de Bonis auf die Erforschung der Stammesgeschichte der Primaten in der Zeit zwischen rund 20 und 5 Millionen Jahren vor heute. Ferner erforschte er die Stammesgeschichte der Katzenartigen und der Arctoidea (der Bären, Robben und Marder-Verwandten).
Neben den Ergebnissen eigener Ausgrabungen von fossilen Raubtieren im Südwesten von Frankreich und an anderen Orten in Frankreich – sowie in Algerien, Dschibuti, Rumänien und Tschad – publizierte de Bonis unter anderem über den Zusammenhang von Umwelt- und Klimaveränderungen auf die Evolution der Säugetiere in Griechenland.
Er gehörte in den frühen 1970er-Jahren zudem zu den ersten Paläontologen, die die Faktorenanalyse für ihr Forschungsgebiet nutzbar machten.
1977 ordnete er von ihm im Norden Griechenlands entdeckte Primaten-Fossilien aus dem späten Miozän der neuen Gattung Ouranopithecus zu und führte zugleich die neue Art Ouranopithecus macedoniensis ein.
Louis de Bonis war 2002 einer der Co-Autoren der Erstbeschreibung von Sahelanthropus tchadensis.

## Ehrungen
1975 wurde Louis de Bonis der A. C. Bonner-Preis der Académie des sciences zuerkannt. Ferner ist er Ehrendoktor der Aristoteles-Universität Thessaloniki.

## Belege
1. ↑  L. de Bonis: Étude de quelques Mammifères du Ludien de la Débruge (Vaucluse). In: Annales de Paléontologie (Vertébrés). Band 50, 1964, S. 121–154.
2. ↑  L. de Bonis: Contribution à l'étude des Mammifères de l'Aquitanien de l'Agenais. Rongeurs, Carnivores, Périssodactyles. In: Mémoires du Muséum national d'Histoire naturelle. Série C, Sciences de la Terre, Band 28, 1973, S. 1–192.
3. ↑  L. de Bonis et al.: Diversity and paleoecology of Greek late Miocene mammalian faunas. In: Palaeogeography, Palaeoclimatology, Palaeoecology. Band 91, Nr. 1–2, 1992, S. 99–121, doi:10.1016/0031-0182(92)90035-4.
4. ↑  L. de Bonis, M. O. Lebeau und A. de Ricqlès: Étude de la répartition des types de tissus osseux chez les Vertébrés tétrapodes au moyen de l'analyse factorielle des correspondances. In: Comptes rendus de l'Académie des Sciences. Série D, Band 274, Paris 1972, S. 3084–3087.
5. ↑  L. de Bonis und J. Melentis: Un nouveau genre de Primate hominoïde dans le Vallésien (Miocène supérieur) de Macédoine. In: Comptes Rendus de l'Académie des Sciences. Série D, Band 284, Paris 1977, S. 1393–1396.
6. ↑  Michel Brunet u. a.: A new hominid from the Upper Miocene of Chad, Central Africa. In: Nature. Band 418, 2002, S. 145–151, doi:10.1038/nature00879.

| Personendaten    | Personendaten              |
| ---------------- | -------------------------- |
| NAME             | Bonis, Louis de            |
| KURZBESCHREIBUNG | französischer Paläontologe |
| GEBURTSDATUM     | Oktober 1934               |
| GEBURTSORT       | Marseille                  |